# Aleurotrachelus eriosemae
Aleurotrachelus eriosemae là một loài côn trùng cánh nửa trong họ Aleyrodidae, phân họ Aleyrodinae.
Aleurotrachelus eriosemae được Hempel miêu tả khoa học đầu tiên năm 1922.